# デイヴ・マロウ
デイヴ・マロウ（Dave Mallow、1948年10月19日 - 2025年3月11日）は、アメリカ合衆国の男性声優、音響監督、ラジオパーソナリティ。イリノイ州パークリッジ出身。別名はコリン・フィリプス（Colin Phillips）、デイヴ・J・マロウ（Dave J. Mallow）。

## 人物
メイン・サウス高校を経てドレイク大学でファインアートと舞台芸術の学位を取得。父親はラジオ局とテレビ局に勤めていた。1969年にアイオワ州でラジオパーソナリティとしてデビューし、1973年からはミズーリ州カンザスシティで、1974年からニューヨークで活動。1984年にロサンゼルスに移住し、チャーリー・アドラー、マイケル・ベルなどから演技を学んだ後、声優として活動を始めた。米国テレビラジオ芸能人連盟、映画俳優組合会員。
2025年3月11日、カリフォルニア州アルタデナのモンテセドロ・シニア・リビング・コミュニティで死去。76歳没。

## 受賞・ノミネート歴
- 2007年アメリカン・アニメアワード
  - 男優賞候補[6]
  - 男優賞コメディ部門候補[6]

## 出演作品

### テレビアニメ
1985年
- Captain Harlock and The Queen of a Thousand Years（ニュースキャスター）
- ワンワン三銃士（ロシュフォール伯爵）

1987年
- GALACTIC PATROL レンズマン（レポーター2）
- Wisdom of the Gnomes（ピット）
- Ferdy

1988年
- ふしぎなコアラブリンキー（フランキー）

1989年
- ドラゴンボール（ウーロン）
- The Return of Dogtanian（ダルタニアン）

1990年
- The Adventures of Dynamo Duck（エジソン、他）

1991年
- 赤い光弾ジリオン（兵士2）

1994年
- Jin Jin and the Panda Patrol（ルディ・レッドボーン ）

1998年
- ふしぎ遊戯

1999年
- 北斗の拳（村人）
- 星方武侠アウトロースター（レース・アナウンサー、トーナメント・アナウンサー）
- デジモンアドベンチャー（エンジェモン、ホーリーエンジェモン、ゲコモン）

2000年
- アークザラッド（シュウ、兵士）
- 時空探偵ゲンシクン（鳴神京一郎、ココロン）
- デジモンアドベンチャー02（エンジェモン、ホーリーエンジェモン、ペガスモン、ゲコモン）
- トライガン（男）
- るろうに剣心 -明治剣客浪漫譚-（鵜堂刃衛、山田、機関士助手）

2001年
- 怪盗セイント・テール（さやかの父、警察官）
- ゲートキーパーズ（ナレーター）
- デジモンテイマーズ（イビルモン、ゲコモン）
- Night Walker -真夜中の探偵-（ベイド）
- HAND MAID メイ
- 吸血姫美夕（立木安彦）
- るろうに剣心 -明治剣客浪漫譚-（佐渡島方治、山吉盛典）

2002年
- X -エックス-（桜塚星史郎）
- コスモウォーリアー零（野原茂）
- SAMURAI GIRL リアルバウトハイスクール（京極刹羅）
- GTO（五十嵐巧一）
- デジモンフロンティア（エンジェモン、ケンタルモン、ゲコモン、ゴブリモン、ピッドモン、スカルサタモン、トイアグモン）
- バビル2世（レオン）
- ヴァンドレッド（ピョロ、ナレーター）
- ヴァンドレッド the second stage（ピョロ）

2003年
- アルジェントソーマ（オペレーター、男B、他）
- Witch Hunter ROBIN（服部庄平）
- ガンフロンティア（画家）
- 幻魔大戦 神話前夜の章（サル族）
- Heat Guy-J（ニュースキャスター、他）
- 爆闘宣言ダイガンダー（アナウンサー）
- 炎の蜃気楼（北条氏政）
- まほろまてぃっく〜もっと美しいもの〜（ニュースキャスター）
- 夢で逢えたら（美帆の上司）
- LAST EXILE（ディーラー、他）
- ワイルドアームズ トワイライトヴェノム（男、他）

2004年
- 旋風の用心棒（杉野）
- GAD GUARD（警察官、男）
- ガングレイヴ（ゲーリー、ウェイター）
- 京極夏彦 巷説百物語（伏見屋）
- 攻殻機動隊 STAND ALONE COMPLEX
- SPACE PIRATE CAPTAIN HERLOCK（タケマツ）
- 天地無用! GXP（平田兼光、九羅密美咲生、柾木阿主沙樹雷）
- BURN-UP SCRAMBLE（ナレーター）
- MOUSE（警察官）

2005年
- IGPX（グラス・ジョーンズ、工員B、MC）
- OVERMANキングゲイナー（ベロー・コリッシュ）
- お伽草子（旅芸人B）
- グレネーダー 〜ほほえみの閃士〜（鉄破の父）
- 絢爛舞踏祭 ザ・マーズ・デイブレイク（ギンブチ）
- 金色のガッシュベル!!（キクロプ）
- 最遊記RELOAD（ナレーター）
- サムライチャンプルー（古館伊知衛門）
- 十二国記（渡辺先生）
- スクラップド・プリンセス（ペータシュタール）
- 天上天下（田上士郎）
- プラネテス（ナレーター、ウェルナー・ロックスミス）
- 忘却の旋律（エラン・ヴィタール、市長、刑事A、男A）
- 妄想代理人（平沼芳雄、野球アナウンサー、他）

2006年
- 交響詩篇エウレカセブン（ジョブス）

2007年
- アイシールド21（アナウンサー）
- TOKKO 特公（ニュースレポーター）
- ひぐらしのなく頃に（入江京介、前原伊知郎）

2008年
- 天元突破グレンラガン（アンチ＝スパイラル）

2009年
- 無限の住人（宗理）
- MONSTER（ペトル・チャペック）

2010年
- 涼宮ハルヒの憂鬱（2009年版）（アナウンサー）

2011年
- デュラララ!!（吉田）

2012年
- 青の祓魔師（エルンスト・フレデリク・エギン）

2013年
- ぬらりひょんの孫（ムチ）

2014年
- ジョジョの奇妙な冒険 スターダストクルセイダース（ナレーター）※テスト版

2015年
- ジョジョの奇妙な冒険（ストレイツォ）

2016年
- 亜人（大臣）
- HUNTER×HUNTER（第2作）（ゴトー）

### 劇場アニメ
1989年
- ドラゴンボール 摩訶不思議大冒険（ウーロン）
- 天空の城ラピュタ（ルイ）

1990年
- SF新世紀レンズマン（ソーンダイク）

1991年
- 北斗の拳（ハート、ゼンダの手下4）

1992年
- 不思議の森の妖精たち

1996年
- 魔女の宅急便（飛行船の船長）※ストリームライン版

1999年
- 機動戦士ガンダム（ナレーター、スレンダー）
- 機動戦士ガンダムII 哀・戦士編（ナレーター）
- 機動戦士ガンダムIII めぐりあい宇宙編（ナレーター）

2000年
- BLOOD THE LAST VAMPIRE（ラジオアナウンサー）

2001年
- AKIRA（男）※DVD版
- メトロポリス（ペロ）

2002年
- ガンドレス（セレム）
- 機動戦士ガンダム 第08MS小隊 ミラーズ・リポート

2004年
- 機動戦士ガンダムF91（ケーン・ソン、クリス）

2008年
- バイオハザード:ディジェネレーション

2011年
- REDLINE（アナウンサー）

2016年
- サイボーグ009VSデビルマン（アイザック・ギルモア）

2017年
- GAMBA ガンバと仲間たち

### OVA
1997年
- GATCHAMAN（ナレーター）

1998年
- アメリカ物語 ファイベル/こころの宝物をさがして（ルーパー）
- BASTARD!! -暗黒の破壊神-（メッセッジャー）

1999年
- 機動戦士ガンダム0080 ポケットの中の戦争（警察官1）
- 機動戦士ガンダム0083 STARDUST MEMORY

2000年
- 覚悟のススメ（島田カズ）

2001年
- 機動戦士ガンダム 第08MS小隊（連邦兵士）

2002年
- 創世聖紀デヴァダシー
- ふしぎ遊戯 -永光伝-
- FLCL（アマラオ）

2003年
- アイドルプロジェクト（エブル）
- 鉄の処女JUN
- 夢で逢えたら（クジラ）

2004年
- アーリーレインズ（機関士）
- ここはグリーン・ウッド（ルパン、男）※メディアブラスター版
- サブマリン707R（鈴木）
- 戦闘妖精雪風（ロバート）
- でたとこプリンセス（国王）
- ブラック・ジャック（難民）

2005年
- エイケン（島田）
- 新ゲッターロボ（研究所スタッフ）
- ストリートファイターALPHAジェネレーション（剛拳）
- Di Gi Charat劇場 ぴよこにおまかせぴょ!

2006年
- Arthur's Missing Pal（TVアナウンサー）
- 鴉 -KARAS-（鎌鼬）
- Phantom -PHANTOM THE ANIMATION-（サイス＝マスター）

### ゲーム
2002年
- メダル・オブ・オナー アライドアサルト

2004年
- メダル・オブ・オナー ライジングサン

2004年
- Halo 2

2005年
- 真・三國無双4（孫堅）
- ラジアータ ストーリーズ（サルート・ラークス）

2006年
- 真・三國無双4 猛将伝
- 真・三國無双4 Empires

2007年
- タイムクライシス4（ワイルド・ドッグ）
- ダージュ オブ ケルベロス ファイナルファンタジーVII
- PROJECT SYLPHEED（ルーサー・ヒギンズ）
- 無双OROCHI（徳川家康）

2008年
- 無双OROCHI 魔王再臨（徳川家康）

2009年
- コール オブ デューティ モダン・ウォーフェア2
- バイオハザード5（HQ）

2011年
- MARVEL VS. CAPCOM 3 Fate of Two Worlds（豪鬼）※英語音声

2013年
- Defiance（ウェストン・マルクス）

2014年
- ディアブロⅢ リーパー オブ ソウルズ

### 特撮
1992年
- パワーレンジャー（パイロット版）（モンゴの声、フライ・ガイの声）

1993年
- パワーレンジャー（バブーの声、シリーズ・アナウンス、ピッグモンスターの声）※コリン・フィリプス名義

1994年
- バーチャル戦士トゥルーパーズ（ナレーター、トキソイドの声、エア・ストライカーの声、マジシャンの声（2代目）、フィストボットの声（2代目））
- パワーレンジャー（ノーマンの声、リジネーターの声、トランペット・マスターの声、ビームキャスターの声、幻ビー・モンスターの声）

1995年
- バーチャル戦士トゥルーパーズ（イルディエィターの声）

1996年
- マイティ・モーフィン・エイリアンレンジャー（バブーの声、シリーズ・アナウンス）※コリン・フィリプス名義
  - パワーレンジャー・ジオ（バブーの声、ビデオ・バルチャーの声、グーグルハイマーの声、ホウズヘッドの声、マイダス・モンスターの声）※コリン・フィリプス名義

1997年
- ビッグ・バッド・ビードルボーグ（チャートアーヴィル・チャーリーの声、スワンプ・スカモイドの声、ボーグスレイヤーの声）
- ビートルボーグ・メタリックス（シェルレイターの声）

1998年
- パワーレンジャー・イン・スペース（ターマイタスの声、プレイング・マンティスの声）※ノンクレジット

1999年
- パワーレンジャー・ロスト・ギャラクシー（ガッサーの声、マグネトックスの声）

2000年
- パワーレンジャー・ライトスピード・レスキュー（トライファイアの声）

2001年
- パワーレンジャー・タイムフォース（コマンドコンの声、黒騎士の声）

2002年
- パワーレンジャー・ワイルドフォース（バキューム・クリーナーオルグの声、ヘリコスの声、次回予告アナウンス）

### 吹き替え
1989年
- ハロー・スペンサー（カジミール）

1990年
- AKIRA PRODUCTION REPORT（ナレーター、水谷利春、岩田光央、なかむらたかし、山城祥二）

2000年
- 酔拳2（ウォン・フェイフォン〈ジャッキー・チェン〉）

2001年
- 魔界転生 THE ARMAGEDDON 魔道変（ナレーター）
- ゼイラム2（ボブ）
- 黒の天使 Vol.1（天岡満〈室田日出男〉）
- 香港ゾンビ（ロイ）

2002年
- 黒の天使 Vol.2（大沢典雄〈飯島大介〉）

2003年
- くノ一忍法帖 柳生外伝（柳生十兵衛〈小沢仁志〉）

2005年
- アート・オブ・ザ・デビル（マスター、TVの司会）

2006年
- 魁!! クロマティ高校 THE★MOVIE（マサ）

### テレビドラマ
出演年不明
- アンジェラ 15歳の日々（ルーピング）
- ER緊急救命室（ルーピング）
- Sisters（ルーピング）
- 新スーパーマン（ルーピング）
- フリッパー（コンピューターの声）
- ブレイキング・バッド（ルーピング）
- マッドメン（リングアナウンサーの声）

1995年
- ロザンヌ（ラジオの声）

1999年
- HEY!レイモンド（イベントのアナウンス）

### 実写映画
1991年
- チャイルド・ショック（赤ん坊の声、音声効果）

1995年
- ニクソン（ニュースキャスターの声）

1996年
- イレイザー（ニュースキャスターの声）
- ザ・エージェント（ルーピング）
- ザ・サバイバー（クマの鳴き声）

1997年
- あなたに逢えるその日まで…（ニュースキャスターの声）
- エアフォース・ワン（声）
- 'Til There Was You（ニュースキャスターの声）

1998年
- ウォーターボーイ（スポーツアナウンサーの声）
- ドクター・ジャガバンドー（ニュースキャスターの声）
- ヴァンパイア/最期の聖戦（ヴァンパイアの声）
- マーシャル・ロー（ニュースキャスターの声）
- 乱気流/タービュランス（オートパイロットの声）

1999年
- アカデミー 栄光と悲劇（司会者の声）
- ミステリー、アラスカ（ルーピング）

2001年
- ゴースト・オブ・マーズ（声）

2002年
- シモーヌ（声）

2004年
- ドーン・オブ・ザ・デッド（ゾンビの声）

2005年
- ザ・L.A.ライオット・ショー（ニュースキャスターの声）

2006年
- デスティニー 未来を知ってしまった男（ラジオアナウンサーの声）

2013年
- ラブレース（ニュースキャスターの声）

2014年
- ハングオーバーゲーム（トーキング・ジェイの声）

### テレビ映画
1999年
- 正義と真実（ニュースキャスターの声）
- ブラボー火星人2000（ADRアーティスト）

2000年
- ノリエガ/独裁者の真実（オウムの声）
- Life-Size（ADRアーティスト）

### 舞台
1995年
- パワーレンジャー・ワールド・ツアー・ライブ・オン・ステージ（バブーの声）

### その他
1986年
- Robotech: The Movie

2008年
- アドベンチャーズ・イン・ボイス・アクティング（本人出演）

## 参加作品
1987年
- メイプルタウン物語（台本）

1988年
- グリム名作劇場（台本）
- ふしぎなコアラブリンキー（ADRディレクター、台本）

1989年
- 家族ロビンソン漂流記 ふしぎな島のフローネ（台本）
- The Return of Dogtanian（音声演出、台本）

1991年
- 森の陽気な小人たち ベルフィーとリルビット（台本）

1992年
- 樫の木モック（台本）

1993年
- Journey to the Heart of the World（ADRディレクター）

1994年
- 夢の星のボタンノーズ（ADRディレクター）

1995年
- 昆虫物語 みなしごハッチ（ADRディレクター、台本）

1999年
- 新・天地無用!（ADRディレクター）